# 1075
1075 (MLXXV) var ett normalår som började en torsdag i den julianska kalendern.

## Händelser

### Okänt datum
- Anund Gårdske avsätts i Svealand och skickas tillbaka till Gårdarike. Håkan Röde, som har härskat över Västergötland sedan 1070, tar över makten även i Svealand.
- Investiturstriden inleds.
- Dictatus Papae formuleras.
- Hugo I av Burgund blir burgundisk regent.

## Födda
- Inge den yngre, kung av Sverige möjligen från 1105/1110 och säkert 1118–1125 (möjligen född omkring detta år).
- Ragnhild, drottning av Sverige cirka 1105/1110–1117, gift med Inge den yngre.

## Avlidna
- 19 december – Edith av Wessex, drottning av England 1045–1066 (gift med Edvard Bekännaren)
- Anna av Kiev, Frankrikes drottning och regent.
- Johannes Xiphilinus, patriark av Konstantinopel.